# Marco Antonio Nazareth
Marco Antonio Nazareth (Puerto Vallarta, 12 de abril de 1986 - 22 de julho de 2009) foi um boxeador profissional mexicano.